# Richard Jewell (film)
Richard Jewell – amerykański film dramatyczny z 2019 roku w reżyserii Clinta Eastwooda, z Paulem Walterem Hauserem, Samem Rockwellem i Kathy Bates w rolach głównych, o oskarżeniu pracownika ochrony o udział w zamachu podczas Olimpiady w Atlancie w 1996 roku.

## Premiera
Film miał swoją światową premierę podczas festiwalu filmowego AFI Fest w Los Angeles 20 listopada 2019 roku. Obraz trafił do sal kinowych w Stanach Zjednoczonych 13 grudnia 2019 roku. W Polsce wyświetlany był w szerokiej dystrybucji od 24 stycznia 2020 roku.

## Fabuła
Akcja filmu rozgrywa się w Atlancie w Stanach Zjednoczonych w 1996 roku. Fabuła oparta jest na prawdziwych wydarzeniach, które miały miejsce podczas Olimpiady w Atlancie. Richard Jewell, jeden z pracowników ochrony znajduje porzucony plecak, który okazuje się być wypełniony materiałami wybuchowymi. Podczas akcji zabezpieczającej ładunek niespodziewanie eksploduje, wskutek czego giną dwie osoby, a wiele zostaje rannych. Po paru dniach od wydarzenia media podają jednak informację, że Jewell stał się głównym podejrzanym sprawcą zamachu przez FBI

## Obsada
W filmie wystąpili m.in.:
- Paul Walter Hauser jako Richard Jewell
- Sam Rockwell jako Watson Bryant
- Kathy Bates jako Barbara „Bobi” Jewell
- Jon Hamm jako Tom Shaw
- Olivia Wilde jako Kathy Scruggs
- Nina Arianda jako Nadya
- Ian Gomez jako Dan Bennet
- Wayne Duvall jako egzaminator wariografu
- Dylan Kussman jako Bruce Hughes
- Mike Pniewski jako Brandon Hamm
- Eric Mendenhall jako Eric Rudolph

## Nominacje i nagrody (wybrane)
- Oscary 2020
  - nominacja: Najlepsza aktorka drugoplanowa – Kathy Bates[4]
- Złote Globy 2020
  - nominacja: Najlepsza aktorka drugoplanowa – Kathy Bates[4]
- Amerykański Instytut Filmowy 2019
  - nominacja: AFI – Oficjalna selekcja do kategorii film roku[4]
- National Board of Review 2019
  - wygrana: Najlepsza aktorka drugoplanowa – Kathy Bates[4]
  - wygrana: Przełomowa rola – Paul Walter Hauser[4]
  - nominacja: Najlepszy film roku[4]